# Daddala fuscofasciata
Daddala fuscofasciata là một loài bướm đêm trong họ Erebidae.